# Bradley Tovosia
Bradley Billy Smoky Rodo Tovosia, né le 10 avril 1967, est un homme politique salomonais.

## Biographie
Il quitte l'école à l'âge de 16 ans et s'engage dans la police. Il est par la suite élu à l'assemblée provinciale de la province de Guadalcanal avant d'entrer en politique nationale.
Élu au Parlement national comme député sans étiquette de la circonscription de Guadalcanal-est aux élections législatives de 2010, il est nommé ministre des Gouvernements provinciaux et du Renforcement des institutions dans le gouvernement de coalition du Premier ministre Danny Philip. En janvier 2011 il est fait ministre de la Sylviculture, poste important dans un pays où l'exploitation forestière occupe une place majeure dans l'économie du pays. En octobre, à l'occasion d'un remaniement ministériel, il est déplacé au poste de ministre des Pêcheries et des Ressources maritimes. Il conserve ce poste deux semaines plus tard lorsque Gordon Darcy Lilo remplace Danny Philip comme chef du gouvernement.
En février 2012 il devient ministre du Service public, et en octobre il est fait ministre de l'Environnement, du Réchauffement climatique, de la Météorologie et de la Gestion des catastrophes naturelles, fonction qu'il conserve jusqu'à la fin de la législature 2010-2014. En 2013, alors que son ministère a déclaré potable l'eau de la rivière Tinahula dans laquelle une entreprise d'exploitation d'une mine d'or déverse des produits chimiques, il confirme que l'eau peut être bue sans danger par les populations locales mais ajoute qu'il ne prendrait pas lui-même le risque de la boire.
Ayant conservé son siège de député comme candidat indépendant aux élections législatives de 2014, il se joint comme simple député à la majorité parlementaire du nouveau gouvernement de Manasseh Sogavare. En août 2017 il entre au gouvernement comme ministre des Mines, de l'Énergie et de l'Électrification rurale, remplaçant David Dei Pacha qui a été limogé car soupçonné de corruption. En novembre, lors d'un remaniement ministériel, il devient ministre de la Sylviculture. Il n'occupe cette fonction qu'une dizaine de jours, le gouvernement Sogavare perdant ensuite la confiance du Parlement et étant contraint à la démission, et le nouveau Premier ministre Rick Houenipwela le fait à nouveau ministre des Mines. En février 2019, ayant accordé à une entreprise étrangère une autorisation de prospection de nickel sur l'île Santa Isabel après avoir accepté des voyages payés par cette entreprise, il est accusé de corruption par le député d'opposition Matthew Wale, qui demande sans succès son licenciement. Peu après, cette entreprise déverse par accident cent tonnes de pétrole dans une réserve naturelle maritime au large de l'île Rennell, et Bradley Tovosia est critiqué par Transparency International lorsqu'il confirme malgré tout les autorisations accordées à cette compagnie.
Largement réélu député aux élections législatives de 2019, toujours sans étiquette de parti, il est reconduit au poste de ministre des Mines par le nouveau Premier ministre Manasseh Sogavare. En 2021, la commission parlementaire aux comptes publics accuse Bradley Tovosia de « conflit d'intérêts » concernant les autorisations qu'il a délivrées à deux entreprises propriété d'un riche homme d'affaires chinois et soupçonnées de contrebande. Malgré cela, fin 2021, le ministre accorde à l'une de ces entreprises un contrat pour bâtir une route dans sa circonscription électorale, bien que ce soit une entreprise minière sans aucune expérience dans la construction d'infrastructures routières. Alors qu'il promettait que cette route relierait le village de Sangasere à Honiara, la capitale du pays, celle-ci ne s'approche pas du village et s'enfonce à la place dans les jungles des montagnes de l'intérieur de l'île de Guadalcanal. La route, créée en partie avec un financement accordé par l'ambassade de Chine, s'affaisse rapidement, et les travaux sont arrêtés après une vingtaine de kilomètres, laissant une « route qui ne mène nulle part » et impraticable, dangereuse pour les véhicules qui s'y aventureraient. Dans le même temps, en décembre 2021, en réponse à un rapport de Transparency International qui indique que les parlementaires salomonais sont les plus corrompus de tous les pays d'Océanie, Bradley Tovosia surprend en affirmant au Parlement que les députés sont en effet tous corrompus, lui-même compris, et en appelant à ce que cela change.
Tous les ministres se présentent avec l'étiquette du Parti de l'émancipation, de l'unité et de la responsabilité aux élections législatives de 2024, et Bradley Tovosia conserve son siège de député. Il est reconduit à son poste de ministre des Mines par le nouveau Premier ministre Jeremiah Manele, qui le fait par ailleurs vice-Premier ministre de son gouvernement. Début 2025, il annule le contrat d'une entreprise étrangère d'exploitation minière, accusée de multiples violations de la loi et de non-respect des droits des communautés de propriétaires coutumiers des terres exploitées. Peu après, Manasseh Sogavare exige sa démission, estimant que le ministère des Mines est trop bien doté en finances publiques par rapport aux autres ministères, et que lui-même (Manasseh Sogavare) aurait dû être fait vice-Premier ministre plutôt que Bradley Tovosia. Le gouvernement se réunit, et demande et obtient que Bradley Tovosia démissionne de ses portefeuilles ministériels le 28 avril,. Le 7 mai il revient au gouvernement, mais à la fonction moindre de ministre des Pêcheries et des Ressources maritimes.